# ライオネル・サックヴィル (初代ドーセット公爵)
初代ドーセット公爵ライオネル・クランフィールド・サックヴィル（英語: Lionel Cranfield Sackville, 1st Duke of Dorset, KG, PC、1688年1月18日 - 1765年10月10日）は、イギリスの貴族、政治家。
ホイッグ党政権下でアイルランド総督を2二度務めた（在職1730年 - 1737年、1750年 - 1755年）。
生誕から爵位を継承する1706年までバックハースト男爵の儀礼称号を使用。1706年に第7代ドーセット伯爵位を継承し、1720年にドーセット公爵に叙せられた。

## 経歴
1688年1月18日に第6代ドーセット伯爵チャールズ・サックヴィルとその妻メアリー（第3代ノーサンプトン伯爵ジェイムズ・コンプトンの娘）の間の唯一の男子として生まれた。
ウェストミンスター・スクールで学ぶ。1706年1月に父の死により未成年にして第7代ドーセット伯爵位を継承した。同年4月にはハノーファー選帝侯国への特使として派遣された初代ハリファックス伯爵チャールズ・モンタギューに随伴した。
1708年1月19日に成人に伴い貴族院議員に列した。同年、名誉職の五港長官とドーヴァー城の城守(Constable)に就任した。1710年のアン女王への報告書によれば彼はケント州のホイッグ党員であり、1714年6月の分裂法に反対した議員の一人だった。
1714年8月のアン女王の崩御に際してはハノーファー選帝侯ゲオルク1世(ジョージ1世)に即位を伝える使者を務めた。同年10月にグローム・オブ・ザ・ストールと寝室第一侍従長(first lord of the bedchamber)に就任するとともにガーター勲章を受勲した。同年11月に枢密顧問官にも列する。1716年4月の7年議会法をめぐっては「3年任期の議会では国民の選挙への関心が薄れるうえ、群衆の気まぐれによって優れた憲法体制が破壊される」として賛成した貴族院議員の一人だった。1720年6月にはドーセット公爵に叙せられた。1725年5月には王室家政長官に就任。
1727年10月11日のジョージ2世の戴冠式に際して大家令を務めた。1728年1月には五港長官とドーヴァー城城守に再任された。1730年6月19日にはアイルランド総督に任じられ、1737年3月まで務めた。在任中の1731年から1732年、1733年から1734年、1735年から1736年とアイルランド議会の3回の会期のたびにアイルランドに赴任した。1731年には議会での金融質問で与党が敗れる事件があったが、それ以外は彼のアイルランド統治は概ね良好だった。1735年には首相ロバート・ウォルポールによって第2代スカーバラ伯爵リチャード・ラムリーに変えられそうになったが、スカーバラ伯自身がドーセット公のアイルランド統治を評価してアイルランド総督職を辞退したため、沙汰やみとなった。
1737年にイングランドへ戻った後には王室家政長官に再任し、1745年1月まで在職した。1745年1月にはヘンリー・ペラム内閣に枢密院議長として入閣し、1751年6月まで在職した。
1750年12月にアイルランド総督に再任されたが、第一秘書官を務める末息子ジョージ・サックヴィル卿（後の初代サックヴィル子爵ジョージ・ジャーメイン）とアーマー大主教を務めるアイルランド国教会聖職者ジョージ・ストーンが実権を握った。彼らの政策の結果、アイルランド議会で初めて重大な反政府活動が組織されるようになった。特にジョージ・サックヴィル卿によるアイルランド議会庶民院議長ヘンリー・ボイルを失脚させようとする工作は裏目に出た。当時アイルランド議会では剰余歳入の処分権を求める闘争を行われており、政府はその権限は国王大権事項であるとして拒否していたが、その反発から愛国的感情（反英感情）が爆発し、請負議員も含めて総督に反対するようになった。そのためドーセット公は1751年に一部譲歩を行った。アイルランドの不満を恐れたイギリス政府はボイルとの関係を損なわないため、1755年2月にドーセット公を更迭した。
1755年3月から1757年7月にかけては主馬頭を務めた。1757年の民兵法をめぐる暴動事件の際に自邸のあるセブノークス・ノールで襲撃されたが、青年将校に守られて難を逃れている。
1765年10月9日に自邸ノール・ハウスで死去した。爵位は長男チャールズ・サックヴィルが継承した。

## 栄典

### 爵位
1706年1月29日の父チャールズ・サックヴィルの死により以下の爵位を継承した。
- 第7代ドーセット伯爵 (7th Earl of Dorset)
(1604年3月13日の勅許状によるイングランド貴族爵位)
- 第2代ミドルセックス伯爵（英語版） (2nd Earl of Middlesex)
(1675年4月4日の勅許状によるイングランド貴族爵位)
- サセックス州におけるバークハーストの第7代バックハースト男爵（英語版） (7th Baron Buckhurst, of Buckhurst in the County of Sussex)
(1567年6月8日の勅許状によるイングランド貴族爵位)
- ミドルセックス州におけるクランフィールドの第2代クランフィールド男爵 (2nd Baron Cranfield, of Cranfield in the County of Middlesex)
(1675年4月4日の勅許状によるイングランド貴族爵位)

1720年6月17日に以下の爵位を新規に叙された。
- 初代ドーセット公爵（1st Duke of Dorset）
(勅許状によるグレートブリテン貴族爵位)

### 勲章
- 1714年、ガーター騎士団(勲章)ナイト(KG)[2]

## 家族
1709年に陸軍軍人ウォルター・コリアー少将（初代ポートモア伯爵デイヴィッド・コリアーの弟）の娘でアン女王やキャロライン王妃に女官として仕えたエリザベス・コリアーと結婚した。彼女との間に以下の3男3女を儲けた。
- 第1子（長女） アン・サックヴィル（1710年 - 1721年）
- 第2子（長男） チャールズ・サックヴィル（英語版）（1711年 - 1769年） 第2代ドーセット公爵位を継承。政治家
- 第3子（次女） エリザベス・サックヴィル（1712年 - 1729年） 第2代ウェイマス子爵トマス・シンと結婚
- 第4子（次男） ジョン・サックヴィル（英語版）（1713年 - 1765年） 政治家。3代ドーセット公ジョン・サックヴィルの父
- 第5子（三男） ジョージ・サックヴィル（1716年 - 1785年） 初代サックヴィル子爵。軍人、政治家。ジャーメインと改姓。5代ドーセット公チャールズ・サックヴィル＝ジャーメインの父
- 第6子（三女） キャロライン・サックヴィル（1718年 - 1775年） 初代ドーチェスター伯爵（英語版）ジョゼフ・デイマー（英語版）と結婚